# 밤에도 뜨는 태양
"밤에도 뜨는 태양"은 1974년에 개봉한 대한민국의 영화이다.

## 캐스팅
- 양정화
- 김진
- 남궁원
- 윤인자
- 이경희
- 김기종
- 박기택
- 주영
- 방희정
- 전국환
- 이기영
- 김승남
- 최일
- 임동훈